# アラレちゃんDISCO
『アラレちゃんDISCO』は、Digital Conceptのシングル。

## 概要
フジテレビおよび系列各局で放送されたテレビアニメ『Dr.スランプ アラレちゃん』の関連曲で、A面「 DANCING DOLL」、カップリング曲には、同じくDigital Conceptが歌う「Funky Dr.」が収録されている。その後発売された「Dr.スランプアラレちゃん めちゃんこベスト24」や「Dr.スランプ アラレちゃん 全曲集」にも収録されている。

## 収録曲
1. DANCING DOLL
歌：Digital Concept
セリフ：小山茉美、内海賢二
作詞：さがらよしあき　作曲・編曲：石田かつのり
2. Funky Dr. 
歌：Digital Concept
セリフ：内海賢二
作詞：さがらよしあき　作曲・編曲：石田かつのり

## 収録CD
- 「Dr.スランプアラレちゃん めちゃんこベスト24」
- 「Dr.スランプ アラレちゃん 全曲集」